# Circuito de Estambul

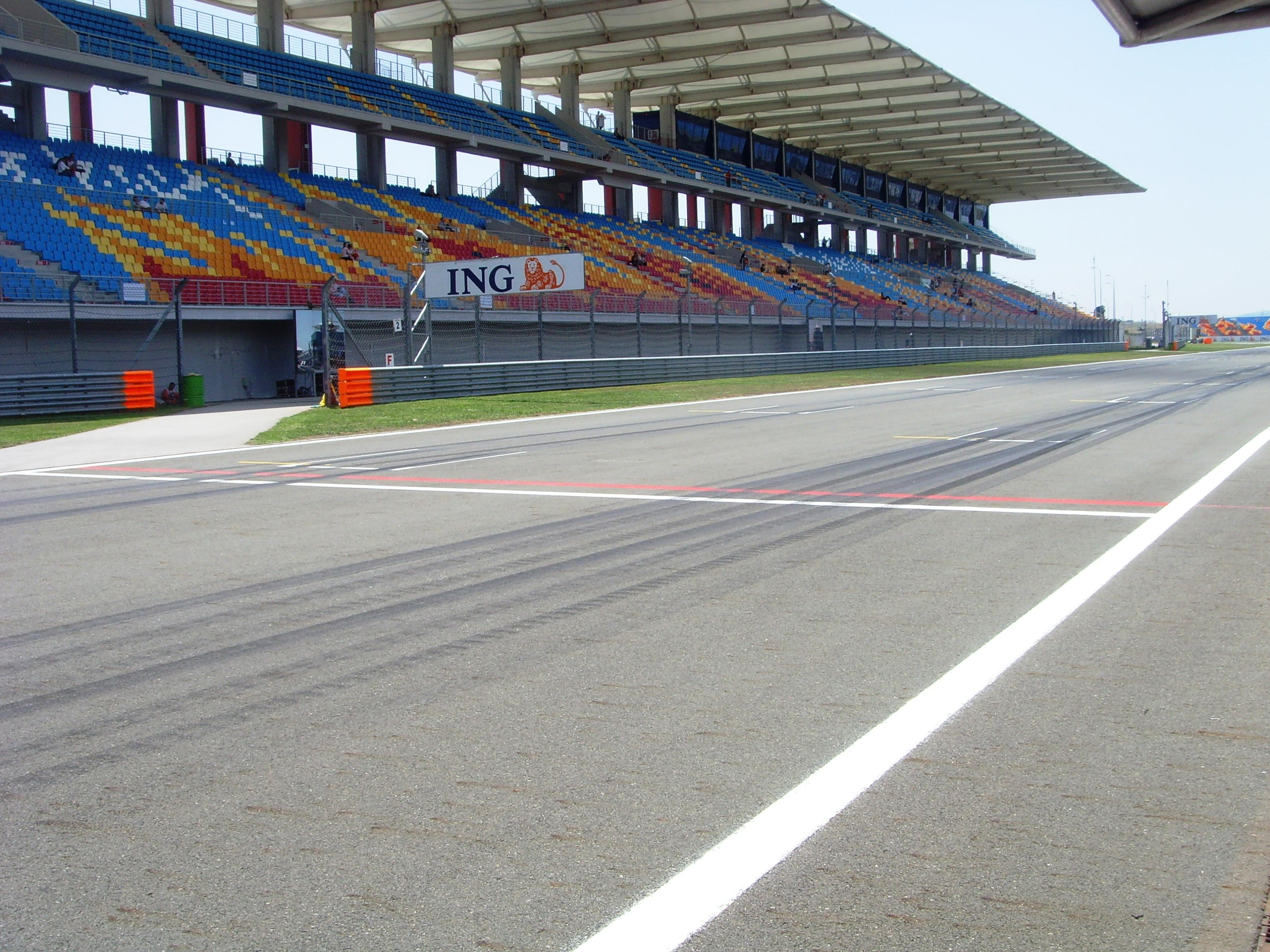
Sector de la recta principal.

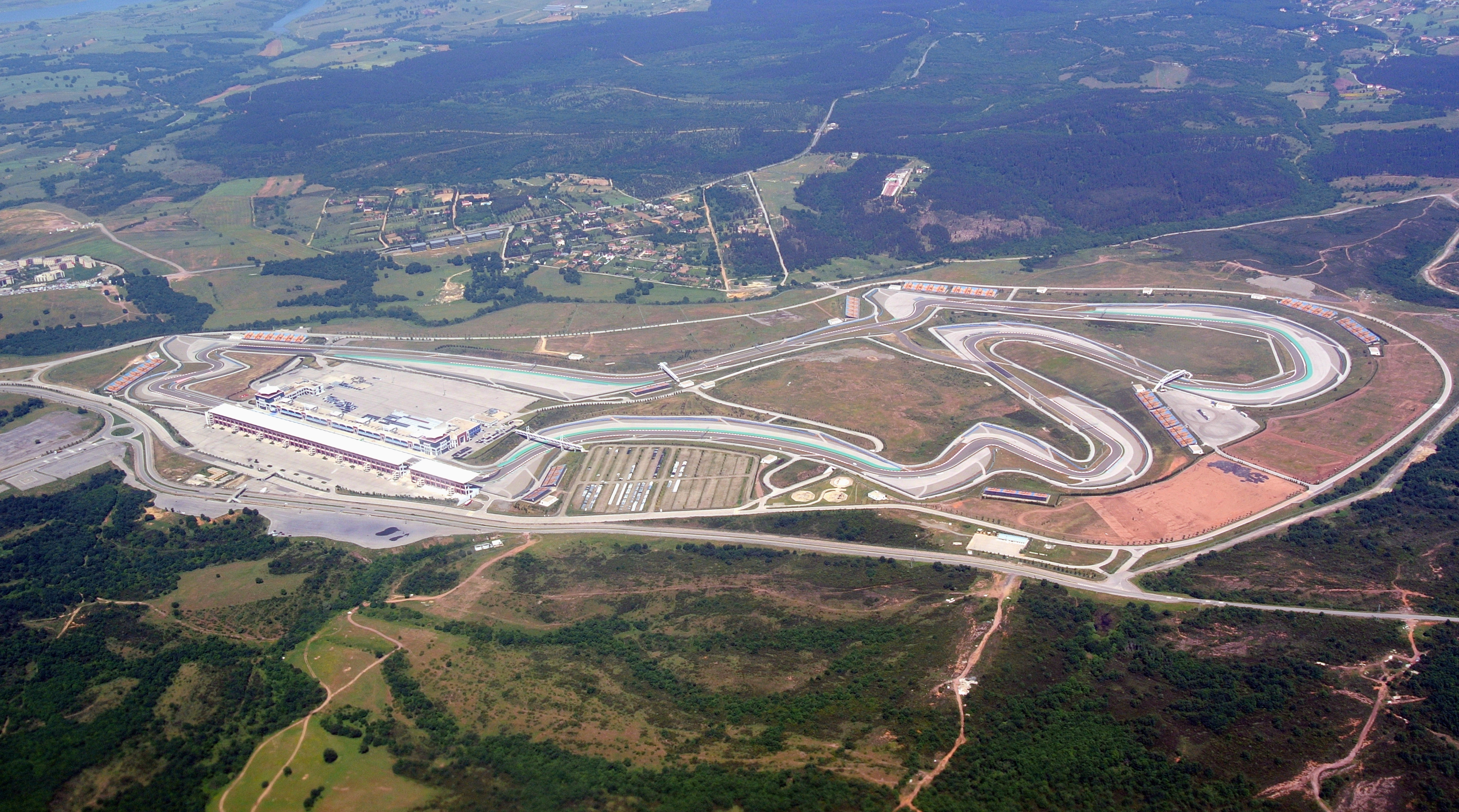
Vista aérea del circuito.

El Circuito de Estambul, también conocido como Autódromo de Estambul o Parque de Estambul (en turco, Intercity İstanbul Park), es un autódromo localizado en el lado asiático de Estambul, Turquía. Fue construido para ser sede del Gran Premio de Turquía de Fórmula 1, que se disputó desde 2005 hasta 2011, con la GP2 y la GP3 Series como soporte. Hizo su regreso a la categoría en 2020. En 2021 se iba a correr, pero debido a las restricciones en el país por el COVID-19, debió cancelarse y fue reemplazado por el GP de Estiria. Finalmente debido a la mejora de la situación del país, se volvió a incorporar al campeonato mundial semanas más tarde.
Entre 2005 y 2007, el autódromo albergó carreras de numerosos certámenes internacionales, tales como el Campeonato Mundial de Motociclismo, el Campeonato Mundial de Turismos, el Campeonato FIA GT, la Le Mans Series, el Open Internacional de GT, el Deutsche Tourenwagen Masters, la World Series by Renault y la Fórmula Master Internacional. Sin embargo, ninguno de estos campeonatos ha visitado Estambul desde entonces, ya que los organizadores no han podido reunir fondos para el pago del canon a la FIA. El Campeonato de Europa de Camiones corrió en Estambul en 2012, el Campeonato Mundial de Superbikes corrió allí en 2013, y lo visitó el Campeonato Mundial de Rallycross en 2014.
Rodeado por bosques y parques, el circuito está ubicado cerca de la intersección de Kurtköy, en el norte de la autopista TEM, que comunica Estambul con Ankara. Junto al circuito, se encuentra el Aeropuerto Internacional Sabiha Gökçen.

## Características técnicas
Con una superficie total de 2.215 millones de metros cuadrados, el circuito se recorre en sentido contrario a las agujas de un reloj, y tiene una longitud de 5.340 metros, con un ancho promedio de 15 m y variaciones entre 12,5 y 21,5 m. El trazado presenta 14 curvas en total (seis hacia la derecha y ocho hacia la izquierda), entre las cuales la más cerrada tiene un radio de apenas 15 metros. Con una recta principal de más de 650 metros de extensión, el circuito tiene 4 niveles de altura diferentes. En 2005 se estimó que la máxima velocidad alcanzable por un auto de Fórmula 1 sería en 320,5 km/h.
Tanto el circuito como las instalaciones que lo rodean fueron proyectados por el arquitecto Hermann Tilke, quien afirmó que diseñó el trazado de forma tal que "sacara a los pilotos de la pista". El primer Gran Premio de Turquía se caracterizó justamente por la gran cantidad de despistes ocurridos durante todo el fin de semana.
Una de las curvas que más llamó la atención en el primer Gran Premio fue la número 8. Se trata de un curvón de alta velocidad con cuatro ápices, en la cual muchos de los pilotos perdieron el control de sus autos.
El circuito de Turquía, sin embargo, no estuvo exento de críticas. Tras las pruebas de clasificación del Gran Premio de Turquía de 2005, el piloto Jenson Button manifestó que la pista se había ondulado a lo largo del fin de semana, y que este problema se había acentuado particularmente en la curva 8, causando así los numerosos despistes. Estas declaraciones hicieron recordar a la situación del Circuito Internacional de Shanghái, también diseñado por Tilke, del cual se dijo que se está hundiendo en ciertos sectores por haber sido construido sobre tierras pantanosas. Jarno Trulli se mostró indiferente cuando se le pidió opinión sobre el autódromo, manifestando que el trazado era fácil de aprender y que una buena performance dependería más de la máquina que del piloto.